# Vokal (musik)
 For alternative betydninger, se Vokal. (Se også artikler, som begynder med Vokal)
Vokal bruges om sang som et "instrument" på et musikalbum. Det er ofte forsangeren, der anføres som vokal. En vokalist er en sanger i et band.